# علي أكبر فروتان
علي أكبر فروتن (29 أبريل 1905 – 26 نوفمبر 2003) كان معلمًا ومؤلفًا بهائيًا إيرانيًا بارزًا حصل على رتبة يد القضية في عام 1951.

## سيرة
علي أكبر فروتان من مواليد سبزیوار في ما كان يُعرف آنذاك بخراسان بإيران، وكان لا يزال طفلاً عندما شهد اضطهاد عائلته وغيرهم بسبب معتقداتهم. بحثًا عن الأمان، انتقلت العائلة في عام 1914 من سابزيفار إلى عشق آباد في تركستان، التي كانت آنذاك جزءًا من الإمبراطورية الروسية. في عام 1926، بعد تسع سنوات من الثورة الروسية، فاز فوروتان البالغ من العمر 21 عامًا بمنحة دراسية في جامعة موسكو، حيث درس التربية وعلم نفس الطفل. وفي غضون أربع سنوات، ونتيجة لأنشطته البهائية، طُرد من الاتحاد السوفييتي، وفي عام 1930 عاد إلى إيران.
وبعد عودته إلى إيران، ساعد هو وزوجته في إدارة مدرسة التربية للبنين، والتي أغلقتها الحكومة البهلوية فيما بعد.
وفي وقت لاحق، انتُخب علي أكبر فروتان لعضوية المجلس الروحاني الوطني في إيران في عام 1934، وشغل منصب أمينه حتى عام 1957. في ديسمبر 1951، عُين يدًا لأمر الله من قبل شوقي أفندي. من عام 1959 إلى عام 1963، خدم كواحد من الأمناء التسعة في المركز البهائي العالمي في حيفا، إسرائيل.
طوال حياته، قام علي أكبر فروتان بتدريس دروس البهائية للأطفال والشباب، ونشر العديد من الأعمال في مجال التعليم الروحي والمادي للأطفال.
توفي علي أكبر فروتان في حيفا عن عمر يناهز 98 عاماً.

## أعمال
- التربية البهائية للأطفال (6 مجلدات؛ كان في الأصل كتاب درس الأخلاق)
- فوروتان، علي أكبر (١٩٨٠). الأمهات والآباء والأبناء: نصائح عملية للآباء. أكسفورد، المملكة المتحدة: جورج رونالد. ISBN 0-85398-095-0.
- فوروتان، علي أكبر، محرر (١٩٨٦). قصص بهاءالله. أكسفورد، المملكة المتحدة: جورج رونالد. ISBN 0-85398-243-0.
- Furútan، ʻAlí-Akbar (1984) [1977]. The Story of My Heart. Oxford, UK: George Ronald. ISBN:0-85398-115-9.
- عدة كتب باللغة الفارسية.

## ملحوظات
1. 1 2  Harper، Barron. Lights of Fortitude. ص. 211–22. مؤرشف من الأصل في 2012-10-24. اطلع عليه بتاريخ 2011-06-01.
2. ↑  "High-ranking member of the Baha'i Faith passes away". Baháʼí International Community. 26 نوفمبر 2003. مؤرشف من الأصل في 2025-01-26.
3. 1 2  Harper، Barron. Lights of Fortitude. ص. 211–22. مؤرشف من الأصل في 2012-10-24. اطلع عليه بتاريخ 2011-06-01.Harper, Barron. Lights of Fortitude. pp. 211–22. Retrieved 2011-06-01.
4. ↑  "High-ranking member of the Baha'i Faith passes away". Baháʼí International Community. 26 نوفمبر 2003. مؤرشف من الأصل في 2025-01-26."High-ranking member of the Baha'i Faith passes away". Baháʼí International Community. 2003-11-26.

## قراءة إضافية
- مهاجر، إيران فروتان. يد قضية الله فروتان.